# Smaragdion viride
Smaragdion viride är en skalbaggsart som beskrevs av Martins 1968. Smaragdion viride ingår i släktet Smaragdion och familjen långhorningar. Inga underarter finns listade i Catalogue of Life.